# Asseltse Plassen
De Asseltse Plassen is een plassengebied aan de Maas bij Asselt (bij Roermond) ontstaan door het baggeren van grind.

## Geschiedenis
In de jaren '20 van de 20e eeuw werd een Maasbocht afgesneden. De Koningsgriend, vanouds een gemeenschappelijk weiland, werd van de gebruikers afgesneden en een deel van de oude Maasbocht werd gedempt, waardoor een schiereiland ontstond. Vanaf de jaren '60 van de 20e eeuw begon men met ondiepe grindwinning, terwijl in de jaren '80 ook diepe grindwinning plaatsvond. Er ontstonden zo een vertakt schiereiland en een aantal plassen.

## Natuur
In 2003 is gestart met natuurlijke begrazing van het zuidelijke gebied (40 ha). Na de ontgrinding werden diverse zeldzame soorten aangetroffen, zoals: grote pimpernel, beemdkroon, bosbies, bruin cypergras, gevlekte scheerling, kamgras, rijstgras, rode ogentroost, spiesleeuwenbek en voszegge. De Asseltse plassen zijn zeer rijk aan libellen: Er werden 29 soorten waargenomen, waaronder: koraaljuffer, vroege glazenmaker en plasrombout. Andere insecten zijn groot dikkopje en goudsprinkhaan. Ook veel vogels broeden in het gebied.

## Recreatie
Het gebied biedt verschillende mogelijkheden tot het uitoefenen van watersport (zeilen, roeien, surfen) en sportvisserij. Het natuurgebied is toegankelijk voor wandelaars.